# Cecilia Colledge
Cecilia Colledge (n. 28 noiembrie 1920, Londra, Regatul Unit al Marii Britanii și Irlandei – d. 12 aprilie 2008, Cambridge, Massachusetts, SUA) a fost o patinatoare artistică ce a reprezentat Regatul Unit al Marii Britanii și al Irlandei de Nord, medaliată olimpică. A participat la 2 ediții ale Jocurilor Olimpice (1932, 1936) în care a câștigat o medalie de argint.